# حسن‌آباد کناره
حسن‌آباد کناره، روستایی در دهستان عزیزآباد بخش مرکزی شهرستان نرماشیر در استان کرمان ایران است.

## جمعیت
بر پایه سرشماری عمومی نفوس و مسکن در سال ۱۳۹۵، جمعیت این روستا برابر با ۱٬۲۹۱ نفر (۳۶۸ خانوار) بوده‌است.